# Wrightia tinctoria
Espèce
Statut de conservation UICN

 LC  : Préoccupation mineure
Wrightia tinctoria est une espèce de plantes à fleurs dicotylédones de la famille des Apocynaceae, de la sous-famille des Apocynoideae, originaire du Sud de l'Asie (sous-continent indien, Birmanie).
Ce sont de petits arbres à feuilles caduques et à latex, pouvant atteindre 15 mètres de haut, aux fleurs blanches ou jaunâtres odorantes, aux fruits secs (follicules) cylindriques, très allongés (jusqu'à 40 cm de long). 
L'espèce a de nombreux usages, notamment comme plante médicinale en médecine traditionnelle indienne (Ayurveda). On tire des feuilles, fleurs, fruits et racines un hétéroside donnant une teinture bleu-indigo. Le bois, blanc, peut servir en tournerie.

## Taxinomie

### Synonymes
Selon The Plant List (10 novembre 2020) :
- Allamanda verticillata Desf.
- Alstonia oleandrifolia Lodd. ex Loudon
- Nerium jaspideum Span.
- Nerium tinctorium Sweet (basionyme)
- Wrightia laciniata A.DC.
- Wrightia timorensis Miq.

### Sous-espèces
Selon World Checklist of Selected Plant Families (WCSP) (10 novembre 2020) :
- Wrightia tinctoria subsp. rothii (G.Don) Ngan (1965)
- Wrightia tinctoria subsp. tinctoria